# Le Policier (film, 1933)
Pour plus de détails, voir Fiche technique et Distribution.
Le Policier (警察官, Keisatsukan) est un film japonais muet de Tomu Uchida sorti en 1933,.

## Synopsis
Itami, un policier, retrouve un ami d'enfance, Tetsuo Tomioka, et va découvrir que celui-ci a pris part à un braquage à main armée dont il a été témoin et dans lequel son mentor a été blessé par balle.

## Fiche technique
- Titre : Le Policier
- Titre original : 警察官 (Keisatsukan?)
- Réalisation : Tomu Uchida

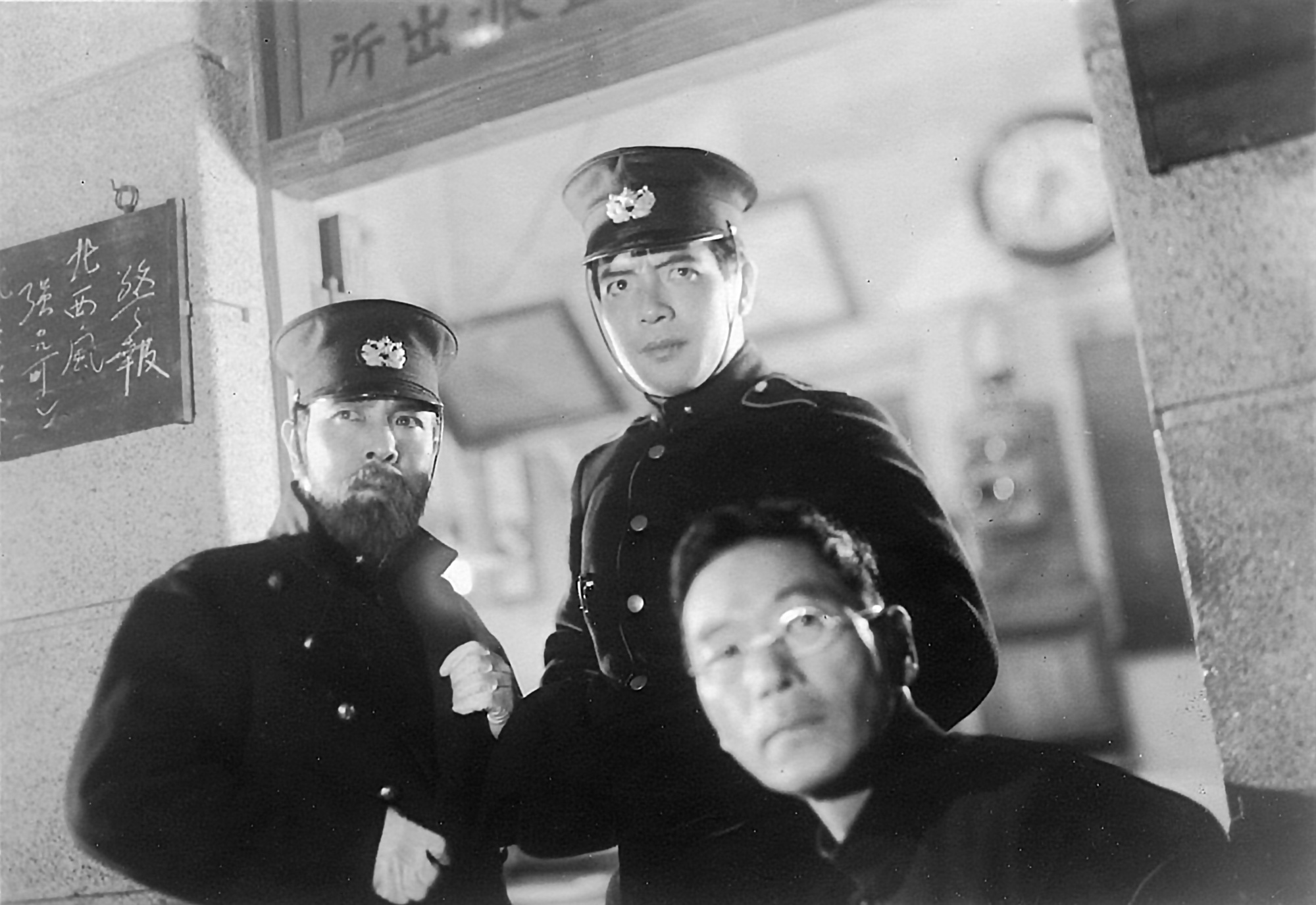
Scène du film avec Taisuke Matsumoto et Isamu Kosugi.

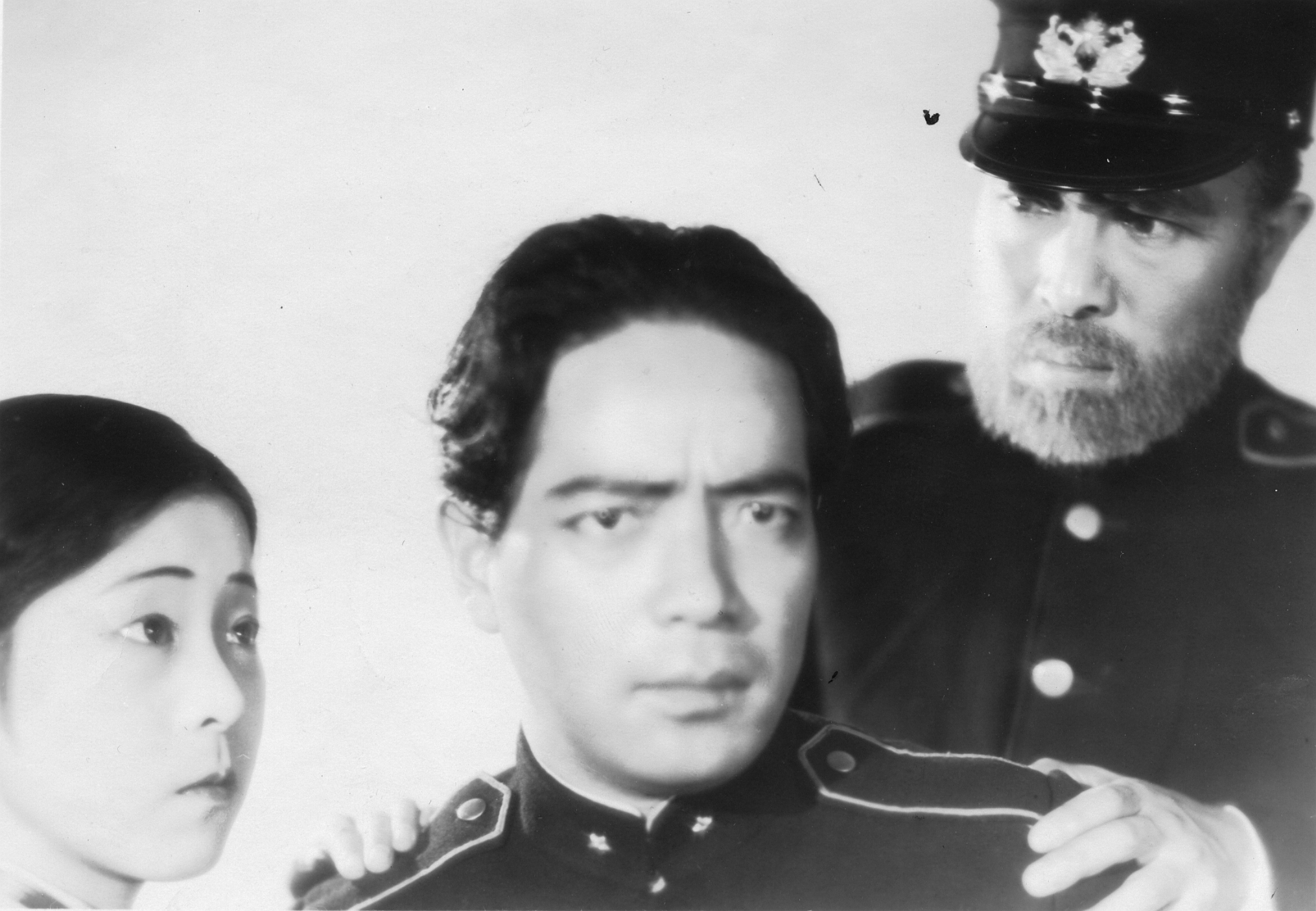
Shizuko Mori, Isamu Kosugi et Taisuke Matsumoto.

- Scénario : Eizō Yamauchi, d'après la pièce de théâtre homonyme de Toshihiko Takeda (ja)
- Photographie : Sōichi Aisaka
- Direction artistique : Hiroshi Mizutani
- Lumière : Teizō Ueda
- Société de production : Shinkō Kinema
- Pays d'origine :  Empire du Japon
- Langue originale : muet
- Format : noir et blanc - 1,37:1
- Genre : Policier
- Durée : 121 minutes à 18 images par seconde ; 91 minutes à 24 images par seconde (métrage : 12 bobines - 2 790 m[3])
- Dates de sortie :
  - Empire du Japon : 30 novembre 1933[3]

## Distribution
- Eiji Nakano : Tetsuo Tomioka
- Isamu Kosugi : Itami, le policier
- Taisuke Matsumoto (ja) : le sergent Miyabe Keikan
- Shizuko Mori (ja) : Tazuko, la fille de Miyabe
- Sōji Ubukata (ja) (sous le nom Ippei Ubukata) : l'officier Hashimoto
- Shinobu Araki (ja) : le chef de la police Oshima
- Kenji Asada : le chef de la justice
- Tamako Katsura (ja) : Emiko
- Isao Kitaoka : Shin'ichi, le petit-frère d'Emiko
- Matsuko Miho (ja) : Tamiko, la mère d'Emiko
- Hirotoshi Murata : Yamamura